# Anastrepha ludens
Anastrepha ludens is een vliegensoort uit de familie van de boorvliegen (Tephritidae). De wetenschappelijke naam van de soort is voor het eerst geldig gepubliceerd in 1873 door Loew.
De oorspronkelijke waardplant van deze soort is Sargentia greggii, maar de soort wordt op vele fruitsoorten aangetroffen. Vooral in de teelt van citrusvruchten en mango kan de soort zich tot een plaag ontwikkelen. Het vrouwtje legt de eitjes in de vrucht, vermoedelijk dicht tegen de pit aan, waarna de eitjes na 6 tot 12 dagen uitkomen. De wittige larve wordt tot 12 millimeter lang en eet gedurende 15 tot 32 dagen van het vruchtvlees. De verpopping vindt plaats in de grond onder de waardplant. Na 15 tot 19 dagen komt de pop uit. Het volwassen insect heeft een vleugellengte van 7 tot 9 millimeter.
De soort komt van oorsprong voor in het noordoosten van Mexico. Als plaaginsect in de teelt van citrusvruchten en mango (Mangifera indica) heeft de soort haar areaal vooral in zuidelijke richting uitgebreid, tot in Argentinië en Colombia. De soort is ook in het zuiden van de Verenigde Staten waargenomen. 